# Choeung Ek

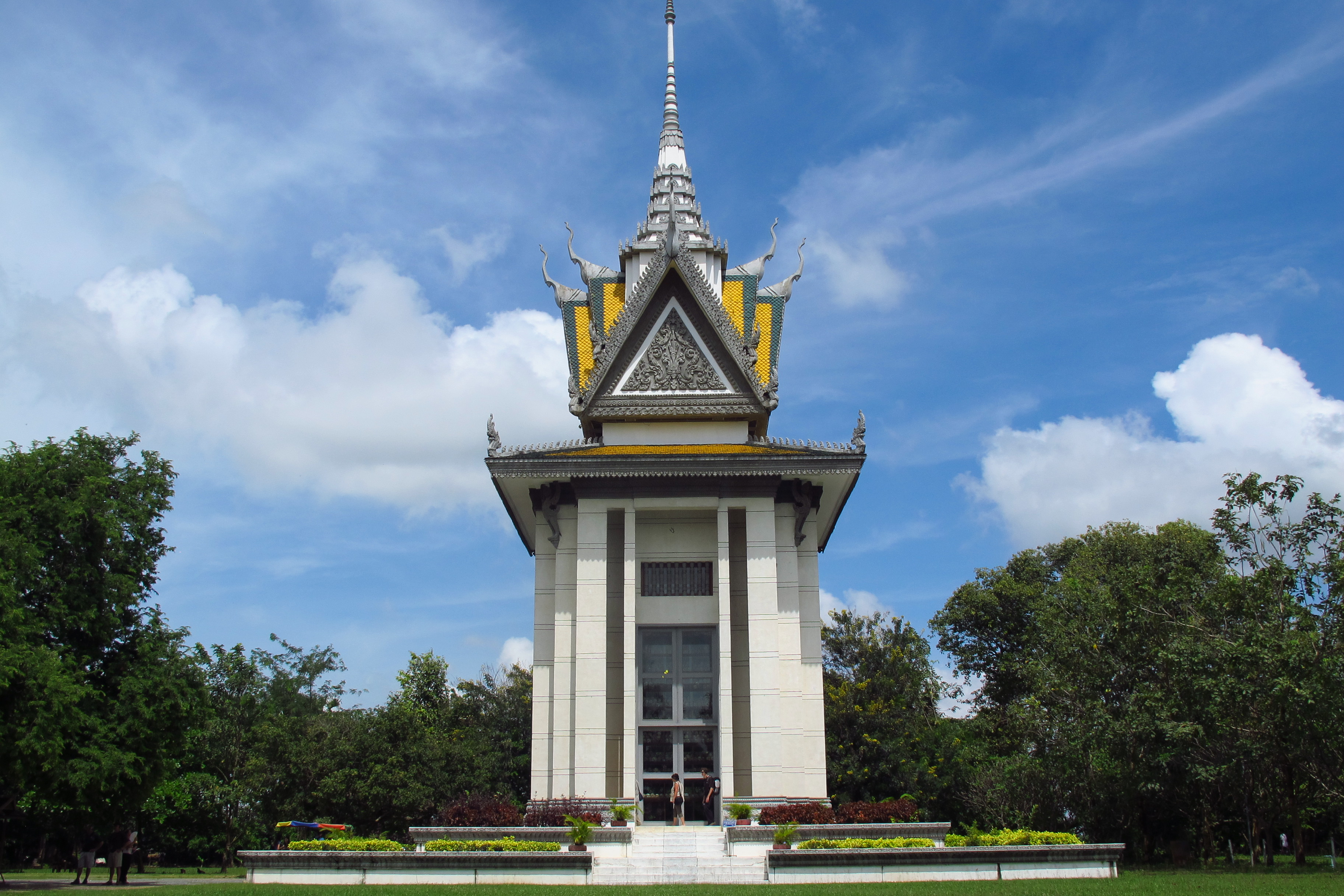
Stupa op Choeung Ek

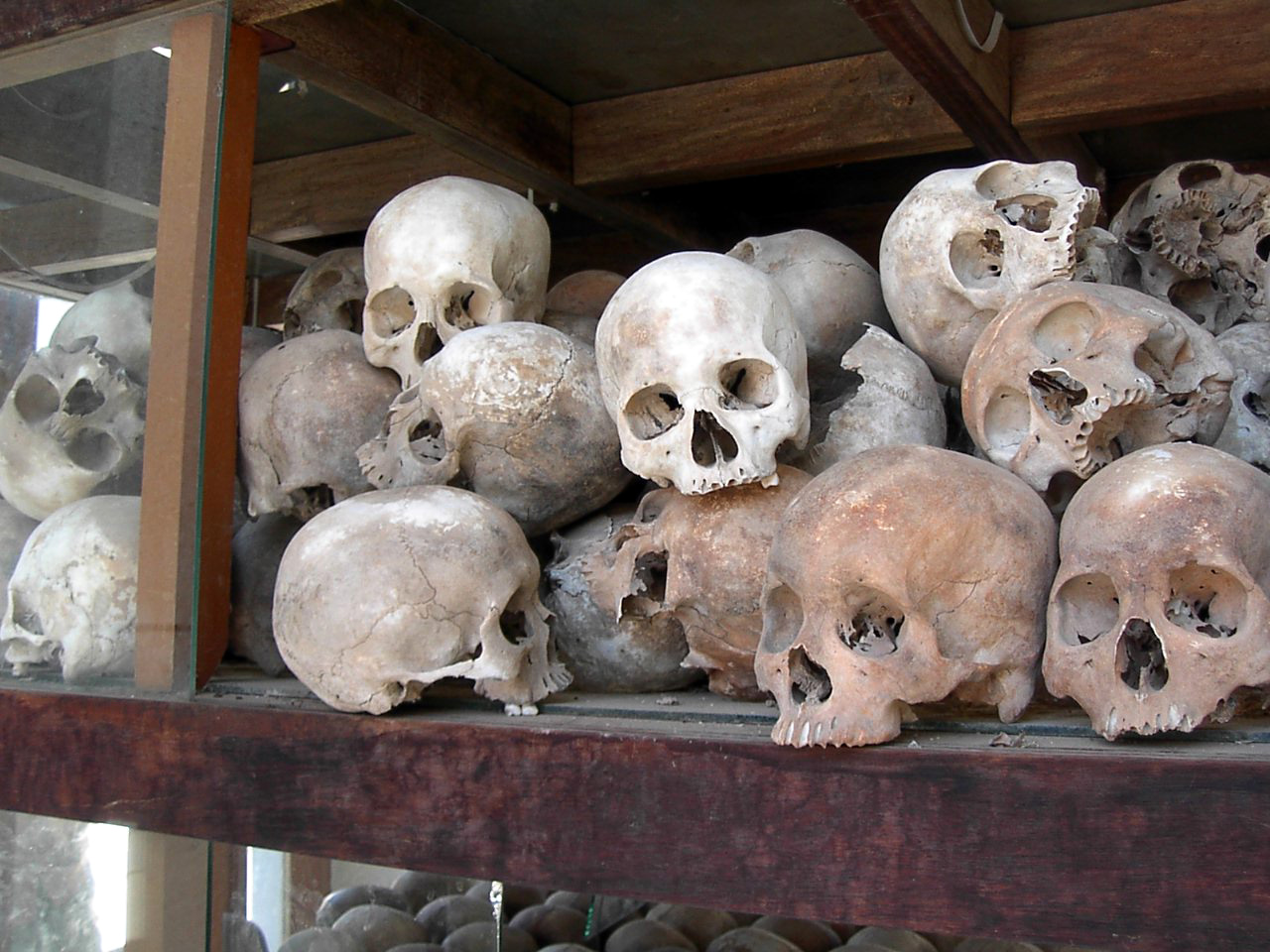
Schedels in de stoepa.

Choeung Ek, ook wel de killing fields of velden des doods geheten, is een agrarisch gebied ongeveer 14 km ten zuiden van Phnom Penh in een boomgaard.
Gevangenen van onder andere Tuol Sleng werden hiernaartoe gebracht en vermoord. Iedereen was geboeid en geblinddoekt. Om kogels te sparen sloegen de Rode Khmer kinderen dood door ze tegen bomen aan te slingeren of bij ouderen door hun hoofden met de achterkant van geweren of bamboestokken in te slaan. Er werd een scala aan methodes gebruikt. Ook doodbloeden werd veel toegepast. Het idee was om hele gezinnen met wortel en al (kinderen) te vermoorden, dan kon er ook niemand wraak nemen. Een andere uitspraak was om liever 1 onschuldige te vermoorden dan 1 iemand te missen. De soldaten die hier werkten waren veelal zelf nog kinderen en hierdoor makkelijk te hersenspoelen. Met regelmaat werd de hele ploeg vermoord door een nieuwe groep kindsoldaten, op deze manier kon er niets uitlekken van wat er gebeurde op deze velden.
Minimaal 20.000 mensen zijn hier omgebracht tussen 1975 en 1979, de lichamen zijn begraven in 129 massagraven. 
Een deel van de graven is slechts geopend. Dit vanwege het gif dat in de graven gegooid is, dit gif had een tweeledig doel: overlevenden in het graf alsnog vermoorden en ontbinding tegengaan. Hierdoor kon de geur van de ontbindende lichamen de andere gevangenen die op het land aan het werk waren niet afschrikken. Om deze reden hingen overal luidsprekers waaruit propaganda klonk, dit moest de geluiden aan de rand van de graven overstemmen. 
Overlevenden van het regime die later de massagraven openden zijn alsnog overleden aan de effecten van het gif in de graven, hierdoor is afgezien van verdere opgravingen. Zeker in het regenseizoen worden nog regelmatig nieuwe kledingstukken of botten zichtbaar boven de grond. Choeung Ek was slechts een van de vele killing fields (velden des doods) in Cambodja.
In een monument, een witte toren (stupa) met glazen ramen, liggen veel schedels, gesorteerd naar kinderen/volwassenen en man/vrouw en gemerkt met kleurcodes per moordwapen. Dit ter nagedachtenis. 
Op dit moment is slechts 10% ouder dan 55 jaar, een gevolg van de massale vervolging van hoger opgeleide volwassenen.
Een bezoek aan deze velden en aan het Tuol Sleng Museum maakt vaak een zeer indringende indruk op mensen. Ieder jaar vindt er op 9 mei een herdenking plaats voor de slachtoffers.